# Capitanes de Arecibo 2013-2014 (pallavolo)
Questa voce raccoglie le informazioni riguardanti i Capitanes de Arecibo nelle competizioni ufficiali della stagione 2013-2014.

## Stagione
La stagione 2013-14 vede David Alemán alla guida dei Capitanes de Arecibo, che difendono il titolo nazionale vinto nella stagione precedente. La squadra, rispetto alla stagione precedente, subisce una notevole rivoluzione: si registrano infatti ben sette movimenti in uscita, tra i quali i nazionali Edgardo Goás e Gregory Berríos ed il rinforzo francese Marien Moreau, impegnati nei campionati europei; gli acquisti sono invece cinque e tutti provenienti da altre formazioni della LVSM, tra i quali spiccano i nazionali Víctor Rivera ed Ángel Matías.
La stagione regolare si apre il 18 ottobre 2013 col successo per 3-0 sugli Indios de Mayagüez, ma le difficoltà non tardano ad arrivare ed i Capitanes incappano in due sconfitte consecutive, contro i Changos de Naranjito ed i Mets de Guaynabo. Nelle gare successiva continua l'alternanza di risultati, con tre vittorie e due sconfitte, dopo la quale la squadra riesce ad inanellare la prima serie di risultati utili consecutivi, vincendo quattro partite consecutive. Nuovamente, nella seconda parte della stagione regolare, la squadra fatica a trovare il giusto ritmo, vincendo tre partite e perdendone altrettante. Il cambio di passo arriva nelle ultime sei gare, con sei vittorie consecutive, che permettono ai Capitanes di accedere ai play-off scudetto come testa di serie numero 3.
Ai quarti di finale la squadra viene inserita nel Girone A insieme ai Patriotas de Lares, sconfitti in entrambi gli scontri, ed i Mets de Guaynabo, dai quali arrivano altre due sconfitte, che però non compromettono il passaggio del turno, che arriva come seconda classificata. Alle semifinali l'ostacolo sono i Nuevos Gigantes de Carolina, che danno vita ad un intenso scontro durato fino a gara 7: dopo le prime due gare, nelle quali salta il fattore campo, da gara 3 è sempre la formazione di casa a vincere, così i Capitanes sfruttano l'incontro casalingo in più, raggiungendo la seconda finale consecutiva al termine di gara 7. In finale si ripropone lo scontro della stagione precedente, che mette di fronte Capitanes ed i Mets, che però si prendono la rivincita e vincono la finale in quattro gare.

## Organigramma societario
Area direttiva
- Presidente: Luis Monrouzeau
- Co-presidente: José Couto
- Direttore generale: Ángel Edgardo García

Area tecnica
- Primo allenatore: David Alemán
- Assistente allenatore: Dariel Rolón, Eduardo Galarza
- Allenatore: Wilber Galva

## Rosa
| N° | Nome           | Ruolo | Data di nascita | Nazionalità sportiva |
| -- | -------------- | ----- | --------------- | -------------------- |
| 1  | Julio Acevedo  | P     | 3 gennaio 1985  | Porto Rico           |
| 2  | Eric Haddock   | S     | 15 giugno 1983  | Porto Rico           |
| 3  | Néstor Bracero | S/O   | 1º gennaio 1991 | Porto Rico           |
| 4  | Víctor Rivera  | S     | 30 agosto 1976  | Porto Rico           |
| 5  | Raymond Ocasio | S     | -               | Porto Rico           |
| 7  | Dariel Rolón   | P     | 5 ottobre 1976  | Porto Rico           |
| 8  | Ángel Matías   | L     | 30 luglio 1976  | Porto Rico           |
| 9  | Luis Rodríguez | C     | 13 luglio 1969  | Porto Rico           |
| 11 | Joseph Gil     | C     | 15 gennaio 1971 | Porto Rico           |
| 12 | Roberto Muñiz  | C     | 11 giugno 1980  | Porto Rico           |
| 13 | Héctor Soto    | S/O   | 28 giugno 1978  | Porto Rico           |

## Mercato
| Acquisti | Acquisti       | Acquisti             | Acquisti   |
| R.       | Nome           | da                   | Modalità   |
| -------- | -------------- | -------------------- | ---------- |
| P        | Julio Acevedo  | Patriotas de Lares   | definitivo |
| S        | Erick Haddock  | Indios de Mayagüez   | definitivo |
| S        | Víctor Rivera  | Cariduros de Fajardo | prestito   |
| S        | Raymond Ocasio | Leones de Ponce      | definitivo |
| L        | Ángel Matías   | Indios de Mayagüez   | definitivo |

| Cessioni | Cessioni        | Cessioni             | Cessioni   |
| R.       | Nome            | a                    | Modalità   |
| -------- | --------------- | -------------------- | ---------- |
| P        | Edgardo Goás    | Kokkolan Tiikerit    | definitivo |
| L        | Gregory Berríos | Nice                 | definitivo |
| S        | Joel Otero      | Indios de Mayagüez   | definitivo |
| S/O      | Dimar López     | Gigantes de Carolina | definitivo |
| C        | Odimar Cancel   | Indios de Mayagüez   | definitivo |
| P        | Edgardo Deniz   | Gigantes de Carolina | definitivo |
| S/O      | Iván Matos      | Mets de Guaynabo     | definitivo |
| S/O      | Marien Moreau   | Cannes               | definitivo |

## Risultati

### LVSM

#### Regular season
| 18 ottobre 2013 Coliseo Manuel "Petaca" Iguina, Arecibo     | Capitanes de Arecibo     | 3 - 0 | Indios de Mayagüez       | 25-23, 25-22, 25-20               |
| 20 ottobre 2013 Coliseo Gelito Ortega, Naranjito            | Changos de Naranjito     | 3 - 0 | Capitanes de Arecibo     | 25-23, 25-19, 25-18               |
| 23 ottobre 2013 Coliseo Manuel "Petaca" Iguina, Arecibo     | Capitanes de Arecibo     | 1 - 3 | Mets de Guaynabo         | 23-25, 29-31, 25-14, 19-25        |
| 25 ottobre 2013 Coliseo Edwin "Puruco" Nolasco, Coamo       | Maratonistas de Coamo    | 0 - 3 | Capitanes de Arecibo     | 18-25, 17-25, 19-25               |
| 30 ottobre 2013 Coliseo Manuel "Petaca" Iguina, Arecibo     | Capitanes de Arecibo     | 3 - 2 | Gigantes de Carolina     | 25-13, 20-25, 27-25, 17-25, 15-10 |
| 1 novembre 2013 Coliseo Luis Aymat Cardona, San Sebastián   | Caribes de San Sebastián | 3 - 2 | Capitanes de Arecibo     | 23-25, 23-25, 29-27, 25-20, 15-12 |
| 3 novembre 2013 Coliseo Manuel "Petaca" Iguina, Arecibo     | Capitanes de Arecibo     | 3 - 2 | Patriotas de Lares       | 25-21, 23-25, 23-25, 25-16, 15-8  |
| 7 novembre 2013 Coliseo Carmen Zoraida Figueroa, Corozal    | Plataneros de Corozal    | 3 - 2 | Capitanes de Arecibo     | 25-23, 17-25, 25-19, 23-25, 15-13 |
| 9 novembre 2013 Coliseo Manuel "Petaca" Iguina, Arecibo     | Capitanes de Arecibo     | 3 - 0 | Indios de Mayagüez       | 25-23, 25-21, 25-22               |
| 14 novembre 2013 Coliseo Manuel "Petaca" Iguina, Arecibo    | Capitanes de Arecibo     | 3 - 2 | Plataneros de Corozal    | 17-25, 25-23, 25-22, 23-25, 15-12 |
| 16 novembre 2013 Coliseo Gelito Ortega, Naranjito           | Changos de Naranjito     | 0 - 3 | Capitanes de Arecibo     | 35-37, 16-25, 19-25               |
| 21 novembre 2013 Coliseo Manuel "Petaca" Iguina, Arecibo    | Capitanes de Arecibo     | 3 - 0 | Caribes de San Sebastián | 25-9, 25-15, 25-15                |
| 24 novembre 2013 Coliseo Mario Morales, Guaynabo            | Mets de Guaynabo         | 3 - 1 | Capitanes de Arecibo     | 23-25, 25-20, 25-19, 25-22        |
| 26 novembre 2013 Coliseo Félix Méndez Acevedo, Lares        | Patriotas de Lares       | 1 - 3 | Capitanes de Arecibo     | 25-21, 19-25, 29-31, 18-25        |
| 29 novembre 2013 Coliseo Manuel "Petaca" Iguina, Arecibo    | Capitanes de Arecibo     | 2 - 3 | Gigantes de Carolina     | 27-25, 23-25, 13-25, 25-20, 12-15 |
| 1 dicembre 2013 Coliseo Edwin "Puruco" Nolasco, Coamo       | Maratonistas de Coamo    | 2 - 3 | Capitanes de Arecibo     | 23-25, 25-23, 25-21, 17-25, 10-15 |
| 5 dicembre 2013 Coliseo Manuel "Petaca" Iguina, Arecibo     | Capitanes de Arecibo     | 3 - 2 | Mets de Guaynabo         | 25-18, 23-25, 25-14, 20-25, 15-9  |
| 10 dicembre 2013 Palacio de Recreación y Deportes, Mayagüez | Indios de Mayagüez       | 3 - 2 | Capitanes de Arecibo     | 25-16, 20-25, 25-22, 23-25, 15-10 |
| 11 dicembre 2013 Coliseo Manuel "Petaca" Iguina, Arecibo    | Capitanes de Arecibo     | 3 - 0 | Patriotas de Lares       | 25-13, 25-18, 25-17               |
| 15 dicembre 2013 Coliseo Luis Aymat Cardona, San Sebastián  | Caribes de San Sebastián | 1 - 3 | Capitanes de Arecibo     | 25-27, 25-17, 20-25, 26-28        |
| 17 dicembre 2013 Coliseo Guillermo Angulo, Carolina         | Gigantes de Carolina     | 2 - 3 | Capitanes de Arecibo     | 17-25, 25-23, 25-22, 15-25, 13-15 |
| 20 dicembre 2013 Coliseo Manuel "Petaca" Iguina, Arecibo    | Capitanes de Arecibo     | 3 - 0 | Changos de Naranjito     | 25-21, 25-2119, 25-21             |
| 26 dicembre 2013 Coliseo Manuel "Petaca" Iguina, Arecibo    | Capitanes de Arecibo     | 3 - 0 | Maratonistas de Coamo    | 25-16, 28-26, 25-16               |
| 29 dicembre 2013 Coliseo Carmen Zoraida Figueroa, Corozal   | Plataneros de Corozal    | 1 - 3 | Capitanes de Arecibo     | 21-25, 20-25, 25-15, 23-25        |

#### Play-off
| Quarti di finale (gara 1) - 2 gennaio 2014 Coliseo Félix Méndez Acevedo, Lares      | Patriotas de Lares   | 0 - 3 | Capitanes de Arecibo | 21-25, 15-25, 17-25               |
| Quarti di finale (gara 3) - 7 gennaio 2014 Coliseo Manuel "Petaca" Iguina, Arecibo  | Capitanes de Arecibo | 2 - 3 | Mets de Guaynabo     | 25-17, 25-20, 19-25, 20-25, 12-15 |
| Quarti di finale (gara 5) - 10 gennaio 2014 Coliseo Manuel "Petaca" Iguina, Arecibo | Capitanes de Arecibo | 3 - 0 | Patriotas de Lares   | 25-18, 25-21, 25-20               |
| Quarti di finale (gara 6) - 11 gennaio 2014 Coliseo Mario Morales, Guaynabo         | Mets de Guaynabo     | 3 - 0 | Capitanes de Arecibo | 25-22, 26-24, 25-16               |
| Semifinali (gara 1) - 14 gennaio 2014 Coliseo Manuel "Petaca" Iguina, Arecibo       | Capitanes de Arecibo | 1 - 3 | Gigantes de Carolina | 25-23, 23-25, 17-25, 20-25        |
| Semifinali (gara 2) - 16 gennaio 2014 Coliseo Guillermo Angulo, Carolina            | Gigantes de Carolina | 0 - 3 | Capitanes de Arecibo | 19-25, 18-25, 18-25               |
| Semifinali (gara 3) - 18 gennaio 2014 Coliseo Manuel "Petaca" Iguina, Arecibo       | Capitanes de Arecibo | 3 - 1 | Gigantes de Carolina | 35-37, 25-15, 25-19, 25-19        |
| Semifinali (gara 4) - 20 gennaio 2014 Coliseo Guillermo Angulo, Carolina            | Gigantes de Carolina | 3 - 1 | Capitanes de Arecibo | 25-21, 18-25, 25-17, 25-18        |
| Semifinali (gara 5) - 22 gennaio 2014 Coliseo Manuel "Petaca" Iguina, Arecibo       | Capitanes de Arecibo | 3 - 2 | Gigantes de Carolina | 25-17, 19-25, 25-18, 10-25, 15-13 |
| Semifinali (gara 6) - 24 gennaio 2014 Coliseo Guillermo Angulo, Carolina            | Gigantes de Carolina | 3 - 2 | Capitanes de Arecibo | 25-23, 25-27, 25-18, 21-25, 15-8  |
| Semifinali (gara 7) - 26 gennaio 2014 Coliseo Manuel "Petaca" Iguina, Arecibo       | Capitanes de Arecibo | 3 - 0 | Gigantes de Carolina | 25-22, 25-20, 25-20               |
| Finale (gara 1) - 29 gennaio 2014 Coliseo Mario Morales, Guaynabo                   | Mets de Guaynabo     | 3 - 1 | Capitanes de Arecibo | 25-12, 25-18, 23-25, 25-11        |
| Finale (gara 2) - 31 gennaio 2014 Coliseo Manuel "Petaca" Iguina, Arecibo           | Capitanes de Arecibo | 1 - 3 | Mets de Guaynabo     | 19-25, 24-26, 25-22, 15-25        |
| Finale (gara 3) - 2 febbraio 2014 Coliseo Mario Morales, Guaynabo                   | Mets de Guaynabo     | 3 - 0 | Capitanes de Arecibo | 25-21, 25-21, 25-21               |
| Finale (gara 4) - 4 febbraio 2014 Coliseo Manuel "Petaca" Iguina, Arecibo           | Capitanes de Arecibo | 2 - 3 | Mets de Guaynabo     | 25-18, 20-25, 24-26, 25-23, 12-15 |

## Statistiche

### Statistiche di squadra
| Competizione | Punti | In casa | In casa | In casa | In trasferta | In trasferta | In trasferta | Totale | Totale | Totale |
| Competizione | Punti | G       | V       | P       | G            | V            | P            | G      | V      | P      |
| ------------ | ----- | ------- | ------- | ------- | ------------ | ------------ | ------------ | ------ | ------ | ------ |
| LVSM         | 50    | 12      | 10      | 2       | 12           | 7            | 5            | 24     | 17     | 7      |
| Totale       | 50    | 12      | 10      | 2       | 12           | 7            | 5            | 24     | 17     | 7      |

G = partite giocate; V = partite vinte; P = partite perse